# Pavel Vidal
Pavel Vidal Alejandro (* 1970er in Havanna, Kuba) ist ein kubanischer Wirtschaftswissenschaftler und Hochschullehrer. Er ist Spezialist für Währungspolitik und Makroökonomie.

## Akademischer und beruflicher Werdegang
Pavel Vidal studierte von 1994 bis 1999 Wirtschaftswissenschaften an der Universität von Havanna. Von 2004 bis 2007 promovierte er dort. Gleichzeitig absolvierte er an der Universität Oviedo in Spanien ein Aufbaustudium in Advanced Studies. 
Während seiner Promotionsphase lehrte Vidal an der Universität Havanna „Angewandte Zeitreihenanalyse in der Ökometrik“. Von 2008 bis 2011 war er als Hochschullehrer für „Kubanische Ökonomie“ tätig. Während dieser Zeit arbeitete er auch als Analyst für Währungspolitik bei der kubanischen Zentralbank. Im Jahr 2012 wechselte er an die kolumbianische Päpstliche Universität Xaveriana in Cali. Seitdem ist er dort als Professor für „Internationale Währungspolitik“ und „Makroökonomie“ tätig. Daneben war er eingeladener Forscher an der Columbia University, in Harvard, an der Universität Complutense Madrid, der Universität Oslo  und am JETRO Institute of Developing Economies in Japan. Des Weiteren war er bei verschiedenen Zentralbanken Lateinamerikas, der Weltbank, der Brookings Institution, dem Atlantic Council sowie dem Entwicklungsprogramm der Vereinten Nationen als Berater tätig.

## Publikationen (Auswahl)

### Monographien
- Elementos de Econometría. Aplicaciones  para Cuba., Centro de Estudios de la Economía Cubana, 2009, ISBN 9789974005167

### Mitwirkung an Sammelwerken
- The difficulties of Institutional Change in Cuba. In: Bert Hoffmann (Hrsg.): Social Policies and Institutional  Reform in Post-COVID Cuba. Barbara Budrich, Opladen 2021, ISBN 978-3-8474-2546-5, S. 137.
- Las finanzas en las relaciones recientes Cuba-Estados Unidos. In: Antonio Santamaría García,José Manuel Azcona Pastor (Hrsg.): 90 millas: relaciones económicas Cuba-Estados Unidos. Dykinson, 2020, ISBN 978-84-13-77402-2, S. 299.
- La reforma económica en Cuba: atrapada en el medio. In: José Antonio Alonso (Hrsg.): Cooperación entre la UE y Cuba  para las reformas económicas y  productivas: Desafíos de la reforma económica en Cuba. CIDOB, Barcelona 2020, ISBN 978-84-92511-85-3, S. 19.
- Monetary and Exchange Rate Reform in Cuba: Lessons from Vietnam. In: Claes Brundenius, Ricardo Torres Pérez (Hrsg.): No More Free Lunch: Reflections on the Cuban Economic Reform Process and Challenges for Transformation. Springer, 2014, ISBN 978-3-319-00917-9, S. 63–81.